# Antoine Banville
Antoine Banville (* 15. Juli 1970) ist ein französischer Jazzmusiker (Schlagzeug, Komposition).

## Leben und Wirken
Banville begann im Alter von zehn Jahren mit dem Schlagzeugspiel; er setzte sich sehr früh autodidaktisch mit den Kompositionen des Pianisten Gaël Le Billan auseinander. Am Konservatorium in Caen studierte er klassisches Schlagwerk und Jazz. 1990/91 vertiefte er seine Schlagzeugkultur bei Jean-Louis Méchali.
Ab den 1990er Jahren begann Banville, in sein Spiel Rhythmen der Weltmusik einzubeziehen; so arbeitete er mit Teofilo Chantre, Hocine Boukella, Atissou Loco, Leïti M’Baye oder René Aubry. Im Bereich des Jazz war er langjährig Mitglied der Combos von Jean-Philippe Viret und von Stéphane Guillaume, mit denen jeweils mehrere Alben entstanden; Viret wurde 2002 für das Album Etant Donnés für die Victoires de la Musique nominiert; Guillaumes Windmill Chronicles wurde 2009 von der Académie du Jazz als beste Platte des Jahres gewürdigt. Weiterhin gehörte er zum Trio von Gaël Le Billan, dem Quartett von Sergio Gruz, dem Quintett von Alex Stuart sowie dem Double-Celli von Olivier Calmel. 2011 tourte er mit Pharoah Sanders in Frankreich und Großbritannien.
Banville arbeitet in seinem Trio Illinx mit dem Saxophonisten Thomas de Pourquery und dem Bassisten Marc Buronfosse. Weiterhin trat er mit Emmanuel Bex, David Venitucci, Sylvain Beuf, Stéphane Kerecki, Manu Codjia, Nicolas Folmer, Émile Parisien und Christophe Wallemme auf. Im Bereich des Balletts arbeitete er mit Carolyn Carlson, Paco de Cina, Virginia Heinen und Pierre Doussaint. Er ist zudem auf Alben von Sébastien Jarrousse, Christian Darré, François Verly, Stéphane Guery, D!evrim, Guillaume'Tett, Inlandsis und dem Marc Buronfosse Sounds Quartet zu hören.
Banville komponierte zudem die Musik für zwei Kurzfilme von Fabrice Lamberton (L’absence, Les femmes aiment danser). Zwischen 2006 und 2015 war er als Schlagzeuglehrer am Centre de Musique von Didier Lockwood tätig. Er lehrte auch an verschiedenen Konservatorien.

## Diskographische Hinweise
- Jean-Philippe Viret, Edouard Ferlet, Antoine Banville: L’Indicible (Atelier Sawano 2006)